# Laura Thorn
Laura Thorn (2000. január 18. – ) luxemburgi énekesnő. Ő képviselte Luxemburgot a 2025-ös Eurovíziós Dalfesztiválon Bázelben, a La poupée monte le son című dallal.

## Magánélete
Thorn az Esch-sur-Alzette-i Zeneiskola tanára. Hatalmas zenei tudással rendelkezik, valamint kiterjedt a zeneelméleti, a zongora, a cselló, a billentyűs, a kamarazene és tánctudása is.
Zeneelméletből, zenepedagógiából és popéneklésből szerzett mesterfokozatot a belgiumi Namurban található IMEP-en.

## Pályafutása
2024. november 18-án az RTL bejelentette,  hogy az énekesnő résztvevője lesz a 2025-ös Luxembourg Song Contest eurovíziós nemzeti válogatónak. La poupée monte le son című versenydalával megnyerte a január 25-én rendezett döntőt, ahol a nemzetközi zsűri, valamint közönség pontjai alakították ki a végeredményt, így ő képviselhette hazáját az Eurovíziós Dalfesztiválon. A verseny május 15-én rendezett második elődöntőjéből hetedik helyezettként jutott tovább a döntőbe, ahol végül a huszonkettedik helyen végzett.

## Diszkográfia

### Kislemezek
- La poupée monte le son (2024)